# Raionul Volodîmîreț, Rivne
Volodîmîreț (în ucraineană Володимирецький район, transliterat: Volodîmîrețkîi raion) este un raion în regiunea Rivne, Ucraina. Reședința sa este așezarea de tip urban Volodîmîreț.

## Demografie
Componența lingvistică a raionului Volodîmîreț
     Ucraineană (99,25%)
     Alte limbi (0,69%)
Conform recensământului din 2001, majoritatea populației raionului Volodîmîreț era vorbitoare de ucraineană (99,25%), existând în minoritate și vorbitori de alte limbi.